# Lijst van rijksmonumenten in Stein (plaats)
De plaats Stein telt 10 inschrijvingen in het rijksmonumentenregister. Hieronder een overzicht.
| Object | Oorspronkelijke functie?  | Bouwjaar                  | Architect       | Locatie                     | Coördinaten?                  | Nr.?   | Afbeelding                                   |
| --- | ------------------------- | ------------------------- | --------------- | --------------------------- | ----------------------------- | ------ | -------------------------------------------- |
| Zogenaamde Wallen van Stein, d.i. een weg met heg erlangs, vermoedelijk bestemd om het akkerland af te scheiden van de gemeneweide en het vee te verhinderen om op de akkers te komen | Weg                       | middeleeuwen              |                 | Zogenaamde Wallen van Stein | 50° 58' 21" NB, 5° 45' 39" OL | 34828  | Meer afbeeldingen                            |
| De Hof | Boerderij                 | 1808 (ankerjaartal)       |                 | Brugstraat 42               | 50° 58' 7" NB, 5° 45' 21" OL  | 34829  | De Hof                                       |
| Kapel Onze Lieve Vrouw | Kapel                     | 1760                      |                 | Kapelbergweg bij 12         | 50° 57' 47" NB, 5° 45' 39" OL | 34830  | Meer afbeeldingen                            |
| Crucifix, tegen de rechter zijgevel van pand | Vanwege onderdelen kerk   | 17e eeuw                  |                 | Kruisstraat bij 99          | 50° 57' 58" NB, 5° 45' 31" OL | 34831  | Crucifix, tegen de rechter zijgevel van pand |
| Kasteel Stein: burcht, ruïne gelegen op een omgrachte heuvel | Fort, vesting en -onderdl | 16e/18e eeuw              |                 | Nederhof 7                  | 50° 57' 49" NB, 5° 45' 19" OL | 34832  | Meer afbeeldingen                            |
| Voormalige oude watermolen | Industrie- en poldermolen | 1729 en 1795 (gevelsteen) |                 | Ondergenhousweg 15          | 50° 57' 52" NB, 5° 45' 30" OL | 34833  | Voormalige oude watermolen                   |
| Sint-Martinuskerk | Kerk en kerkonderdeel     | 1884                      | Johannes Kayser | Wilhelminaplein 1           | 50° 58' 19" NB, 5° 45' 37" OL | 34834  | Meer afbeeldingen                            |
| Koetshuis | Bijgebouwen kastelen enz. | 1850                      |                 | Nederhof 1                  | 50° 57' 50" NB, 5° 45' 20" OL | 512956 | Koetshuis                                    |
| Villa | Woonhuis                  | 1840                      |                 | Nederhof 15                 | 50° 57' 50" NB, 5° 45' 20" OL | 512957 | Villa                                        |
| Rode bakstenen schuur van de Watermolen van Stein | Boerderij                 | 1900                      |                 | Ondergenhousweg bij 15      | 50° 57' 52" NB, 5° 45' 18" OL | 525964 | Meer afbeeldingen                            |